# Galmuská tisina
Galmuská tisina je národní přírodní rezervace v oblasti Slovenský ráj.
Nachází se v katastrálním území obce Spišské Vlachy v okrese Spišská Nová Ves v Košickém kraji. Území bylo vyhlášeno v roce 1982 na rozloze 55,96 ha. Ochranné pásmo nebylo stanoveno.